# Orgelconcert

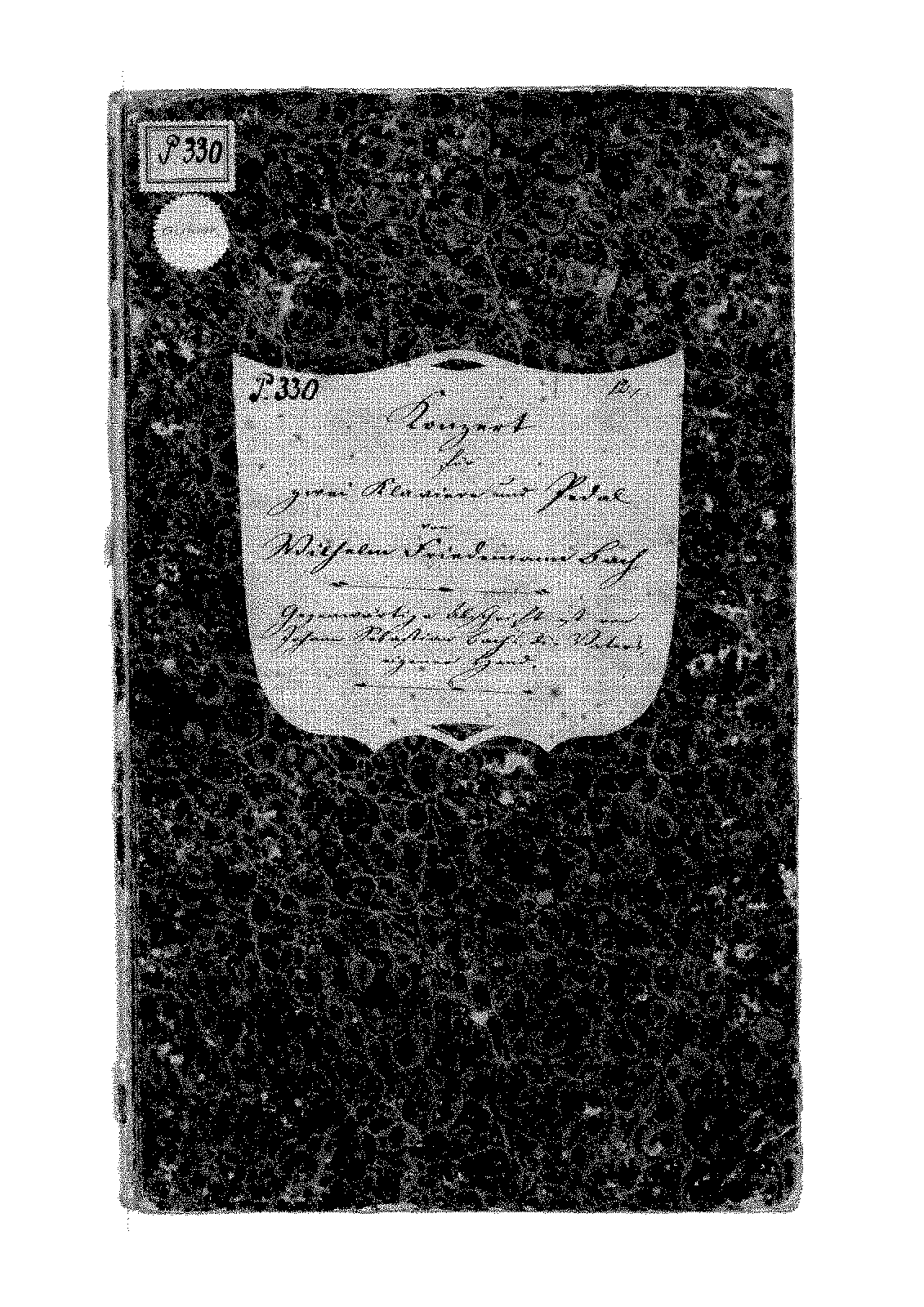
Manuscript Omslag van Orgelconcert BWV 596

Een orgelconcert is een concert voor solo pijporgel en orkest of kamerorkest.
Deze muziekvorm ontwikkelde zich in de 18e eeuw toen componisten als Georg Friedrich Händel, Antonio Vivaldi en Johann Sebastian Bach orgelconcerten schreven voor kleine orkesten met solo-orgel. Hier werden vrijwel altijd orgelpartijen zonder pedaal voor geschreven, zodat deze op een positief kunnen worden uitgevoerd.
Na de barok verschenen er minder orgelconcerten, alhoewel er verschillende componisten in de latere perioden waren die werken voor orgel en orkest schreven. Soms wordt het orgel wel georkestreerd, maar is het geen daadwerkelijk soloconcert. Een voorbeeld hiervan is Symfonie nr. 3 van Camille Saint-Saëns, waarin het orgel in slechts 2 van de vier delen meespeelt. Dit stuk wordt ook wel orgelsymfonie genoemd, alhoewel dit eigenlijk de benaming is voor een solostuk voor orgel bestaande uit meerdere delen. Andere voorbeelden waarin het orgel een prominente rol heeft maar geen constante solo, zijn Also sprach Zarathustra van Richard Strauss en The Planets van Gustav Holst.

## Voorbeelden
Voorbeelden van orgelconcerten op volgorde van componist:
Johann Sebastian Bach
- BWV 592, Concerto nr. 1 in G (naar Johann Ernst von Sachsen-Weimar)
- BWV 593, Concerto nr. 2 in a (naar Antonio Vivaldi opus 3 nr. 8)
- BWV 594, Concerto nr. 3 in C (naar Vivaldi opus 7 nr. 5)
- BWV 595, Concerto nr. 4 in C (naar J.E. von Sachsen-Weimar)
- BWV 596, Concerto nr. 5 in d (naar Vivaldi opus 3 nr. 11)

Howard Hanson:
- Concert voor Orgel, Harp en Strijkers

Johan Kvandal:
- Konsert for orgel og strykere

Kenneth Leighton:
- Concert voor orgel, strijkorkest en pauken

Francis Poulenc:
- Concert voor orgel, strijkers en pauken

Malcolm Williamson
- Orgelconcert